# Горличка перуанська
Горличка перуанська (Metriopelia ceciliae) — вид голубоподібних птахів родини голубових (Columbidae). Мешкає в Андах.

## Опис

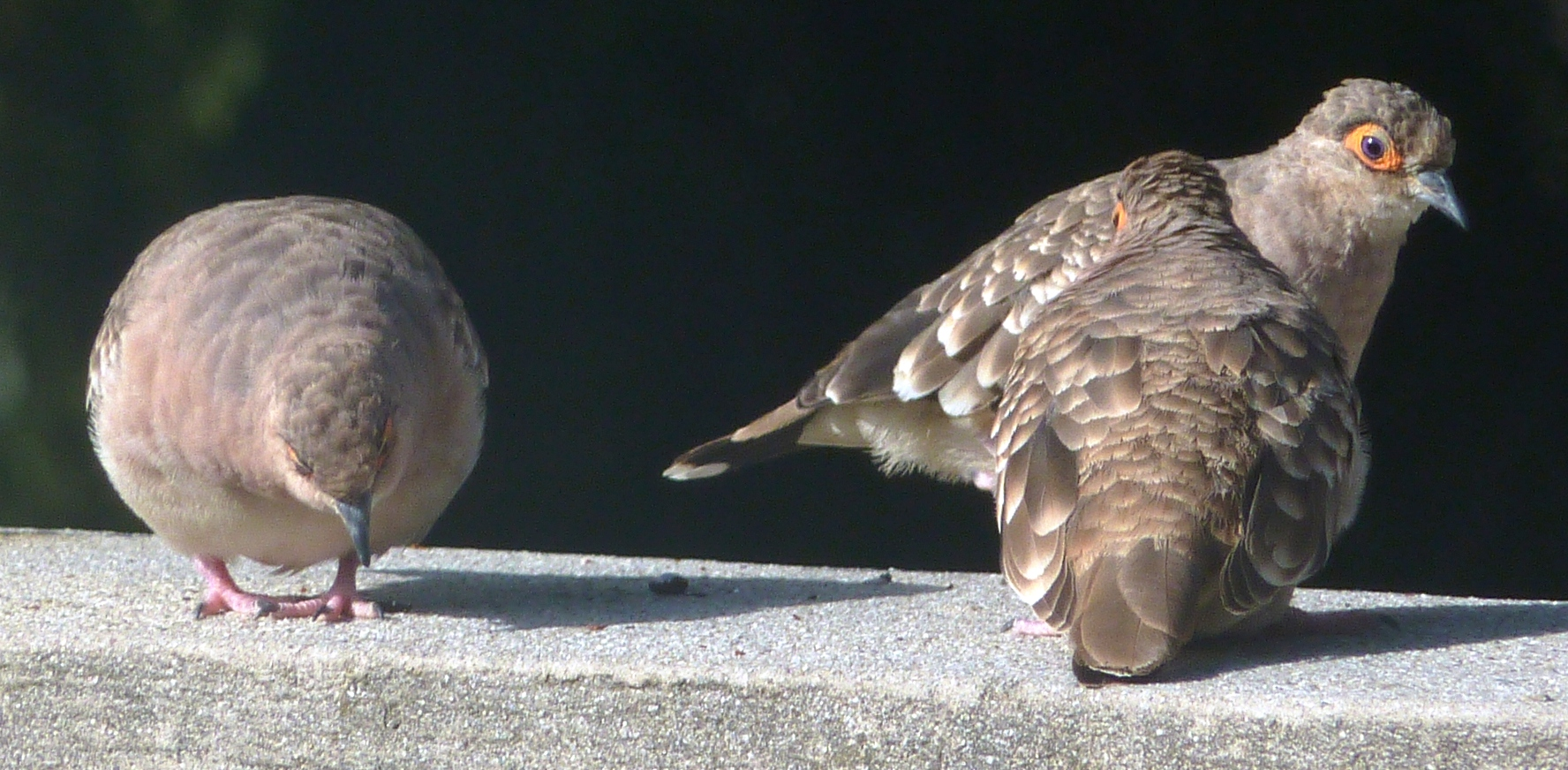
Перуанські горлички

Довжина птаха становить 16-17 см, вага 66 г. Забарвлення переважно сірувато-коричневе. Другорядні махові пера і покривні пера крил більш темні, кінчики у них світло-сірі або охристі, що надає крилам плямистого вигляду. Груди світло-сірі, у самців з рожевуватим відтінком. Живіт охристо-сірий, хвіст чорний з білим кінчиком. Навколо очей яскраво-жовті або оранжеві кільця, окаймлені більш вузькими чорними кільцями. Райдужки світло-карі, дзьоб темний. Представники підвиду M. c. obsoleta  мають блідіше, більш сіре забарвлення, ніж представники номінативного підвиду. Представники підвиду M. c. zimmeri мають більш темне, коричнювате забарвлення, очі у них жовті або блакитні.

## Підвиди
Виділяють три підвиди:
- M. c. ceciliae (Lesson, RP, 1845) — Анди на заході Перу;
- M. c. obsoleta (Zimmer, JT, 1924) — схили Східного хребта Перуанських Анд в долині річки Мараньйон на півночі країни;
- M. c. zimmeri Peters, JL, 1937 — Анди на півдні Перу, в Болівії, на крайній півночі Чилі (Аріка, крайній північ Тарапаки) і на північному заході Аргентини (Сальта, Жужуй).

## Поширення і екологія
Перуанські горлички мешкають в Перу, Болівії, Чилі і Аргентині. Вони живуть в посушливих гірських районах Анд, зокрема на високогірних луках Пуна. Зустрічаються в сухих, скелястих місцевостях, на висоті від 2000 до 4500 м над рівнем моря. Живляться насінням, яке шукають на землі. В Чилі гніздування відбувається в березні, в Перу з липня по листопад. Гніздяться в дуплах дерев, серед скель, іноді в людських житлах. В кладці 1-2 білих яйця. Інкубаційний період триває 2 тижні. Насиджують і доглядають за пташенятами і самиці, і самці. Пташенята покидають гніздо через 2-3 тижні після вилуплення, однак стають повністю самостійними у віці 6-7 місяців.